# Automeris chiricahuana
Automeris chiricahuana är en fjärilsart som beskrevs av Arthur Schüssler 1934. Automeris chiricahuana ingår i släktet Automeris och familjen påfågelsspinnare. Inga underarter finns listade i Catalogue of Life.